# 振中街道
振中街道是中华人民共和国河南省新乡市红旗区下辖的一个街道办事处。

## 行政区划
振中街道下辖以下村级行政区划单位：
启明社区、华天社区、双拥社区、振兴社区、金阳社区和东升社区。